# Liste des écoles ukiyo-e

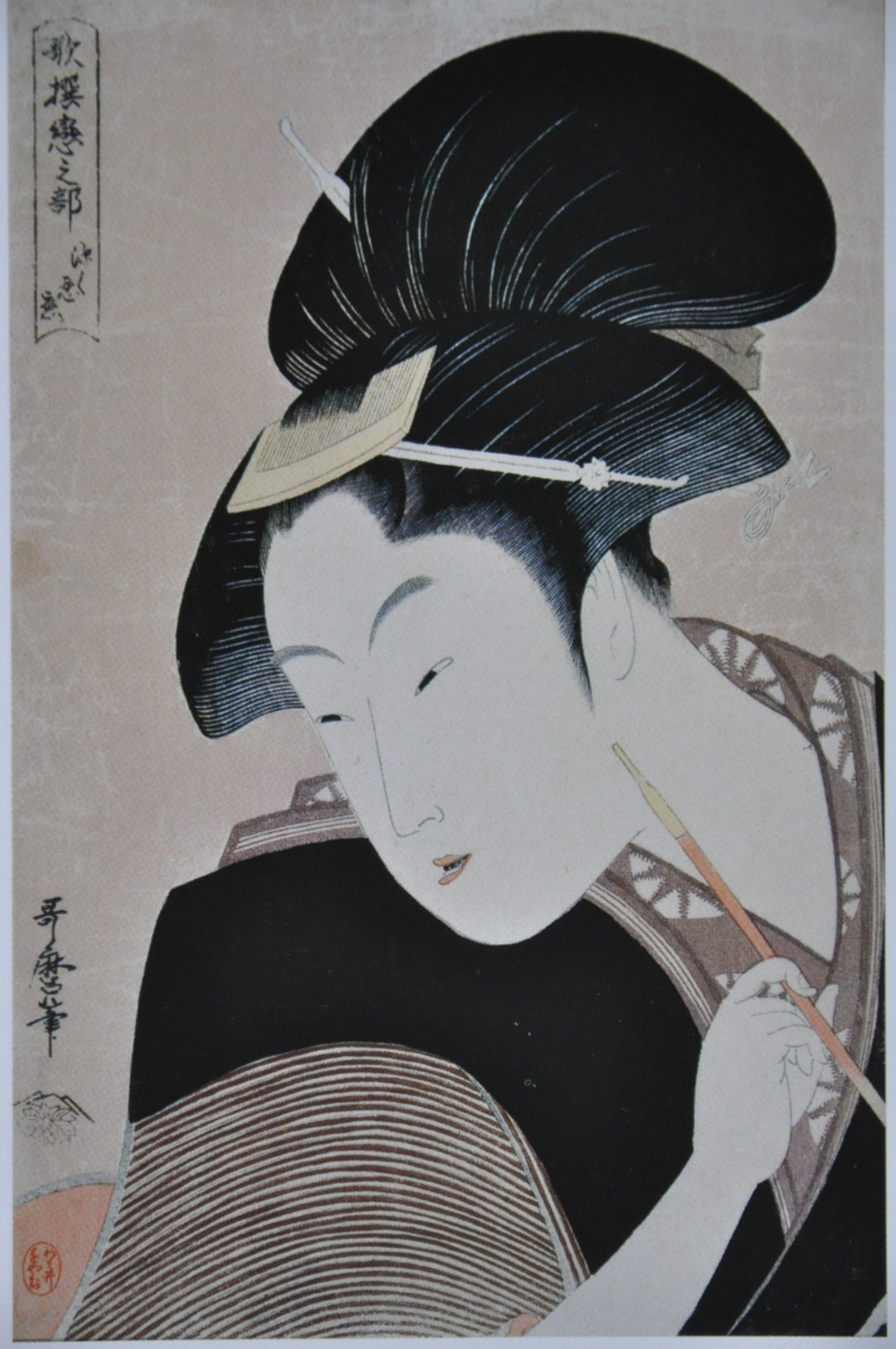
Un des chefs-d'œuvre de l’ukiyo-e : Amour profondément caché, d'Utamaro ; okubi-e (« grosse tête ») sur fonds micacé, de la série « Anthologie poétique ; section de l'amour » (1793-1794).

Les principales écoles ukiyo-e, cette forme picturale japonaise qui s'étend du XVIIe siècle au XXe siècle, ont irrigué l'évolution stylistique et technique de l’ukiyo-e pendant toute cette période. Ces écoles, fondées par un maître et poursuivies par son élève le plus talentueux et ses successeurs, se sont succédé ou ont cohabité, chacune se distinguant des autres par des apports touchant au style (forme des corps féminins, des visages, choix des sujets...) ou à la technique (couleurs utilisées, format des estampes, fonds micacés, etc.).
Les différentes écoles ukiyo-e ont produit estampes et peintures. Cependant, selon les écoles, l'importance des œuvres peintes a été plus ou moins grande. Un atelier comme celui des Kaigetsudo, par exemple, est plus connu par ses peintures que par ses estampes, au point que son fondateur, Kaigetsudo Ando, n'a, semble-t-il, laissé aucune estampe. D'autre part, certains des artistes ukiyo-e ont eu plus d'un maître et d'autres ne sont pas connus pour être associés à une école particulière.
Une mention particulière doit être faite de l'école d'Osaka, qui se distingue tant par son style par sa situation géographique et son caractère assez marginal, l’ukiyo-e étant fondamentalement un art tokyoite, voire parfois kyotoite (comme c'est le cas pour Sukenobu). 

## Noms d'école et noms d'artiste
Les artistes ukiyo-e portent en premier le nom de leur école (流派, ryūha), jusqu'au moment où ils fondent éventuellement la leur. C'est donc par leur nom personnel d'artiste, celui qui suit le nom de l'école, qu'ils sont identifiés et connus, en règle très générale. Ce nom d'artiste se nomme le gō (号) en japonais (ch. trad. : 號 ; ch. simp. : 号 ; py : hào). De ce fait, utiliser les noms d'artiste que sont Harunobu, ou Eishi pour désigner leur école est une simplification, qui permet de faire appel au gō de l'artiste fondateur, mais ne correspond pas au nom véritable de l'école (Suzuki pour Harunobu, et Hosoda ou Chōbunsai dans le cas d'Eishi).

### Lecture japonaise et lecture chinoise
Le nom d'artiste qu'ils portent après celui de l'école est en principe formé de deux caractères, donnant en général lieu à quatre syllabes en lecture japonaise. Cependant, ces caractères étant des sinogrammes, il en existe également une lecture chinoise, qui va donc se composer de deux syllabes seulement (le chinois étant une langue monosyllabique).
Ceci explique dans certains cas la coexistence de deux noms d'artiste pour la même personne ; le cas le plus caractéristique étant celui des Kaigetsudō, pour lesquels il est d'usage de donner le nom d'artiste en lecture chinoise, bien qu'on rencontre assez souvent la lecture japonaise.
Ainsi, à la lecture chinoise d’Ando, le nom d'artiste du fondateur de l'atelier, Kaigetsudō Ando, correspond la lecture japonaise Yasunobu. Kaigetsudo Yasunobu est donc le même artiste que Kaigetsudō Ando, tout comme Kaigetsudō Nobutatsu (lecture japonaise) est en réalité le même artiste que Kaigetsudō Doshin (lecture chinoise).

### Choix du nom d'artiste
Cependant, les artistes japonais de l’ukiyo-e utilisent en général plusieurs noms différents au cours de leur vie. Le peintre Hokusai en est sans doute l'exemple le plus connu, lui qui utilise plus de cinquante-cinq noms différents tout au long de sa vie, changeant de nom d'artiste à chaque nouvelle œuvre importante.
Le cas de Hiroshige illustre également quelques particularités de la façon dont nom d'école et nom d'artiste sont choisis : Utagawa Hiroshige est le nom qu'il reçoit en 1812, un an seulement après avoir rejoint l'école Utagawa en tant qu'élève d'Utagawa Toyohiro, pour y prendre le nom d'artiste Hiroshige. Ce nom de Hiroshige, sous lequel il passera à la postérité, est formé du deuxième caractère hiro du nom de son maître Toyohiro, suivi par la « lecture alternative » shige du premier caractère Jū de son prénom Jūemon. 
En effet, l'humilité de l'élève face à son maître implique qu'on ne reprenne pas normalement le premier caractère du nom de celui-ci, mais seulement le second. Le cas de Kaigetsudō Anchi, reprenant le premier caractère du nom de son maître, Kaigetsudō Ando, dénote donc qu'il s'agit de l'élève préféré du maître, voire, comme on l'a dit, de son fils.

## Écoles de Tokyo ou de Kyoto

### École Hishikawa (aussi connue comme école Moronobu)

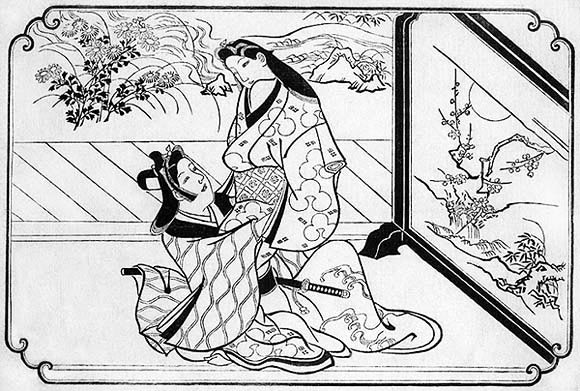
Hishikawa Moronobu : Estampe d'une série de 12, de style abuna-e. Autour de 1680. Gravure sur bois, encre sumi (noire) sur papier. Provenance inconnue

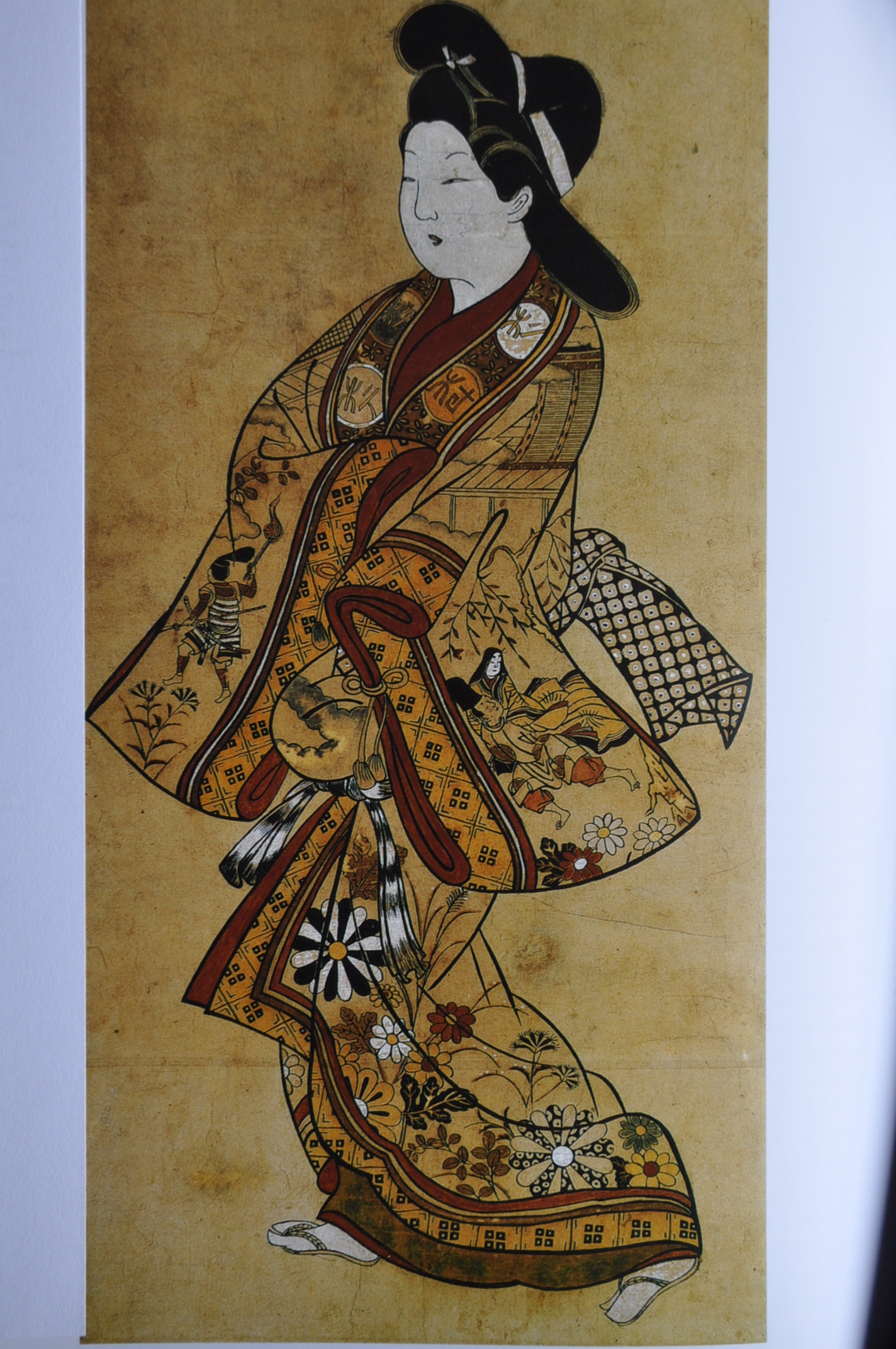
Sugimura Jihei, Grande bijin en promenade, estampe imprimée en noir et blanc (sumizuri-e), et peinte à la main.

Hishikawa Moronobu est considéré comme le premier représentant de l’école ukiyo-e. En adaptant les techniques traditionnelles de la peinture à la gravure sur bois et en publiant des estampes sur papier libre plutôt que des livres entiers, il contribue à la diffusion de l’estampe japonaise dans les classes les plus modestes.
Hishikawa Moronobu (1618-1694) (fondateur)
Hishikawa Morofusa
Hishikawa Moroyoshi
Hishikawa Moronaga
Hishikawa Moroshige (Furuyama Moroshige)
Hishikawa Morohira
Tamazaki Ryūjo
Sugimura Jihei est, quant à lui, un rival de Moronobu, longtemps confondu avec celui-ci. À la différence de presque tous les autres artistes de l'ukiyo-e, il signe la plupart de ses estampes séparées (ichimai-e) en incorporant sa signature (les deux caractères Sugi et Mura) aux dessins complexes des kimonos des femmes qu'il représentait.
Sugimura Jihei (actif de 1681 à 1698)

### École Furuyama
Furuyama Moroshige (actif entre 1678 et 1698) (fondateur), initialement appelé Hishikawa Moroshige
Furuyama Moromasa
Furuyama Morotane
Furuyama Morotsugu

### École Ishikawa Toyonobu
Ishikawa Toyonobu est particulièrement connu pour son usage virtuose du benizuri-e, estampe faisant appel à deux couleurs, le rose et le vert. 
Il lui arrive d'autre part de faire appel à une technique particulière, consistant à rassembler dans un triptyque des estampes déjà éditées par ailleurs.
Ishikawa Toyonobu (1711 - 1785) (fondateur)
Ishikawa Toyomasa

### École Kaigetsudō

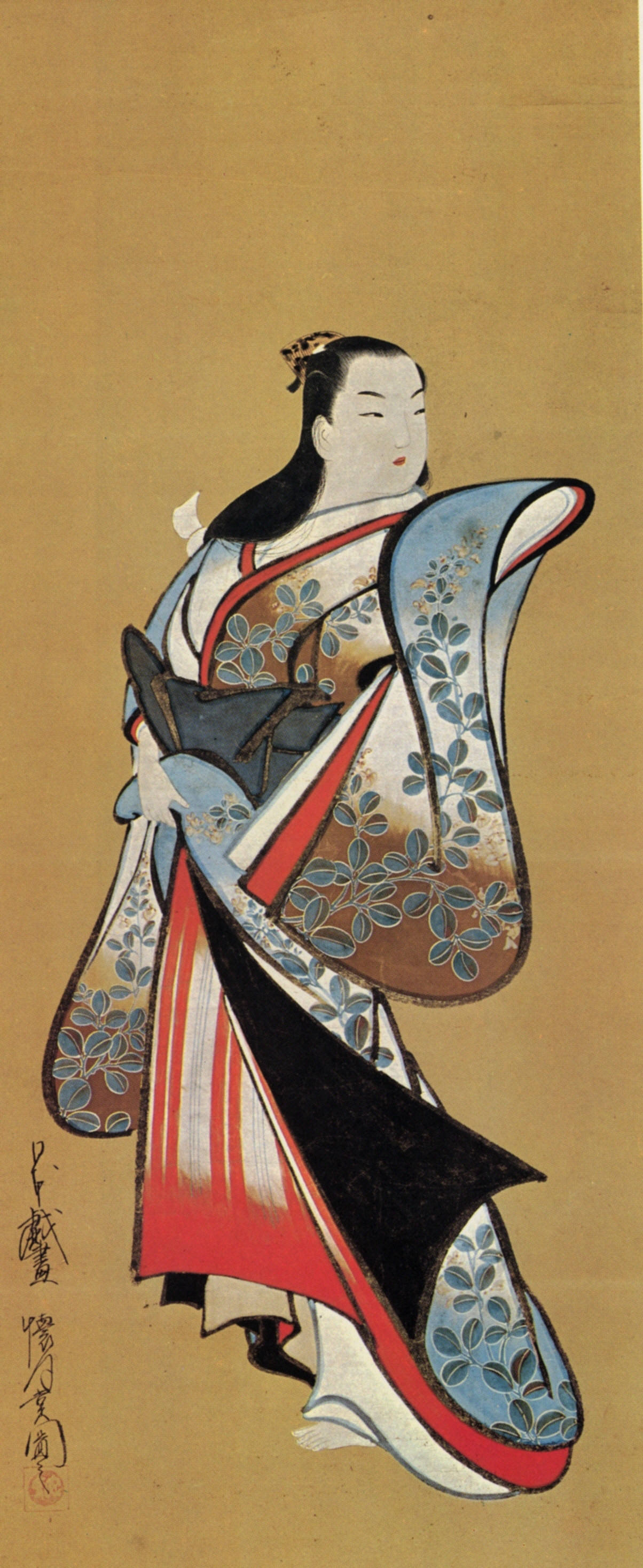
Bijin-ga : Portrait d'une courtisane, par Kaigetsudō Ando.

Kaigetsudō Ando (fondateur)
Kaigetsudō Anchi
Kaigetsudō Dohan
Kaigetsudō Doshin
Kaigetsudō Doshu
Kaigetsudō Doshū
Hasegawa Eishun (Baiōken Eishun)
Matsuno Chikanobu

### École Miyagawa

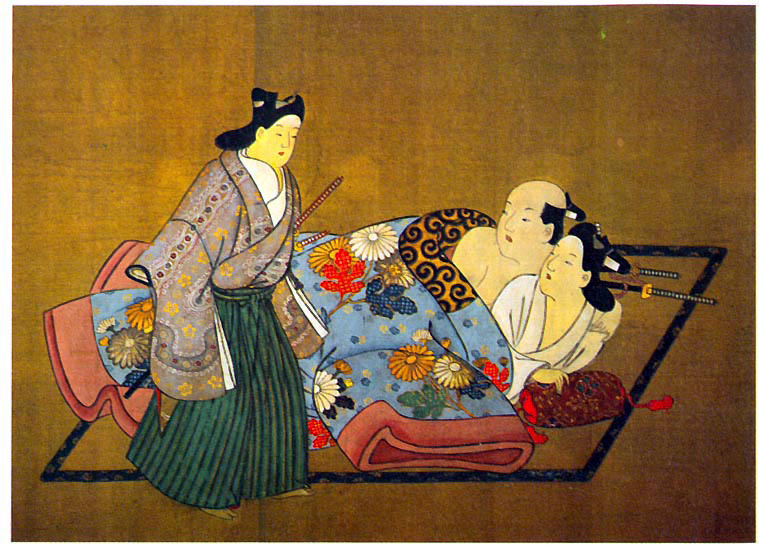
Miyagawa Chōshun : Ménage à trois - Sous le kimono fleuri

Miyagawa Chōshun a appris son art sous la direction de maîtres des écoles Kanō et Tosa, ainsi que sous la direction de celui que l'on considère comme le fondateur de l'ukiyo-e, Hishikawa Moronobu. Ces influences sont évidentes dans son art, de même que celle de l'École Kaigetsudō.
Miyagawa Chōshun (fondateur)
Miyagawa Isshō
Miyagawa Chōki
Miyagawa Shunsui

### École Okumura (aussi connue comme «école Masanobu»)
Okumura Masanobu est un important innovateur dans l'histoire de l’ukiyo-e : il introduit de nouveaux formats comme l’hashira-e (un format vertical très étroit), ou encore le format hosoban. Il œuvre aussi très tôt pour produire des estampes imprimées en deux couleurs (benizuri-e, en rose beni, et vert).
D'autre part, avant même Toyoharu, dès 1739, il aborde l'étude des lois de la perspective occidentale (uki-e), pour produire de premières estampes sur cette base autour de 1745.
Okumura Masanobu (1686 - 1764) (fondateur)
Okumura Nobufusa
Okumura Toshinobu
Tanaka Masunobu
Mangetsudō

### École Nishimura (aussi connue comme «école Shigenaga»)
Nishimura Shiganaga (fondateur)
Ishikawa Toyonobu
Nishimura Shigenobu
Suzuki Harunobu
Yamamoto Fujinobu
Tomikawa Fusanobu
Yamamoto Yoshinobu
Hirose Shigenobu

### École Nishikawa (aussi connue comme «école Sukenobu»)

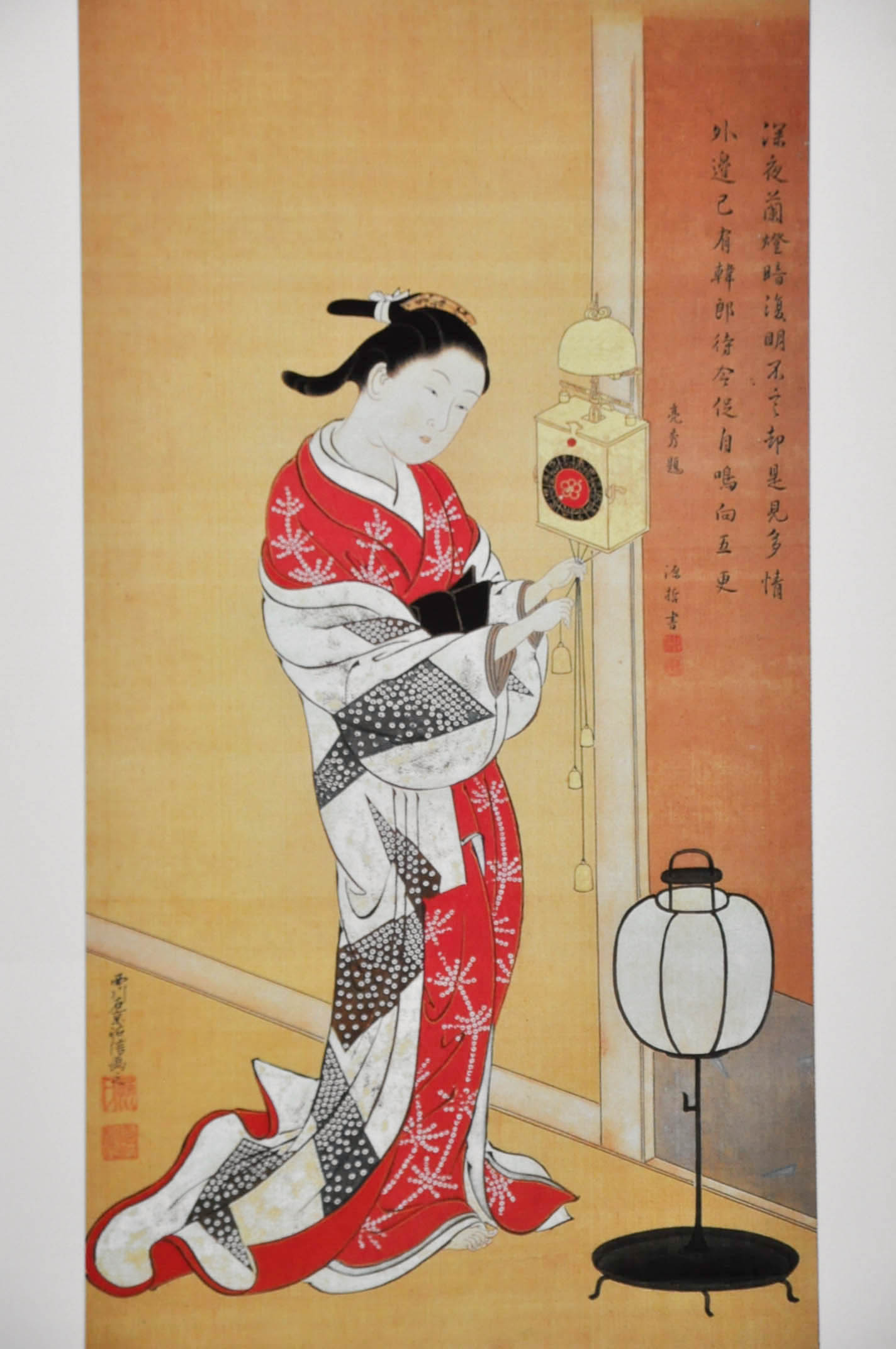
Beauté à l'horloge, peinture sur soie de Sukenobu : la bijin semble s'apprêter à nouer les fils de l'horloge, pour en arrêter le mécanisme, sans doute pour rester plus longtemps avec son amant.
Première moitié du XVIIIe siècle.

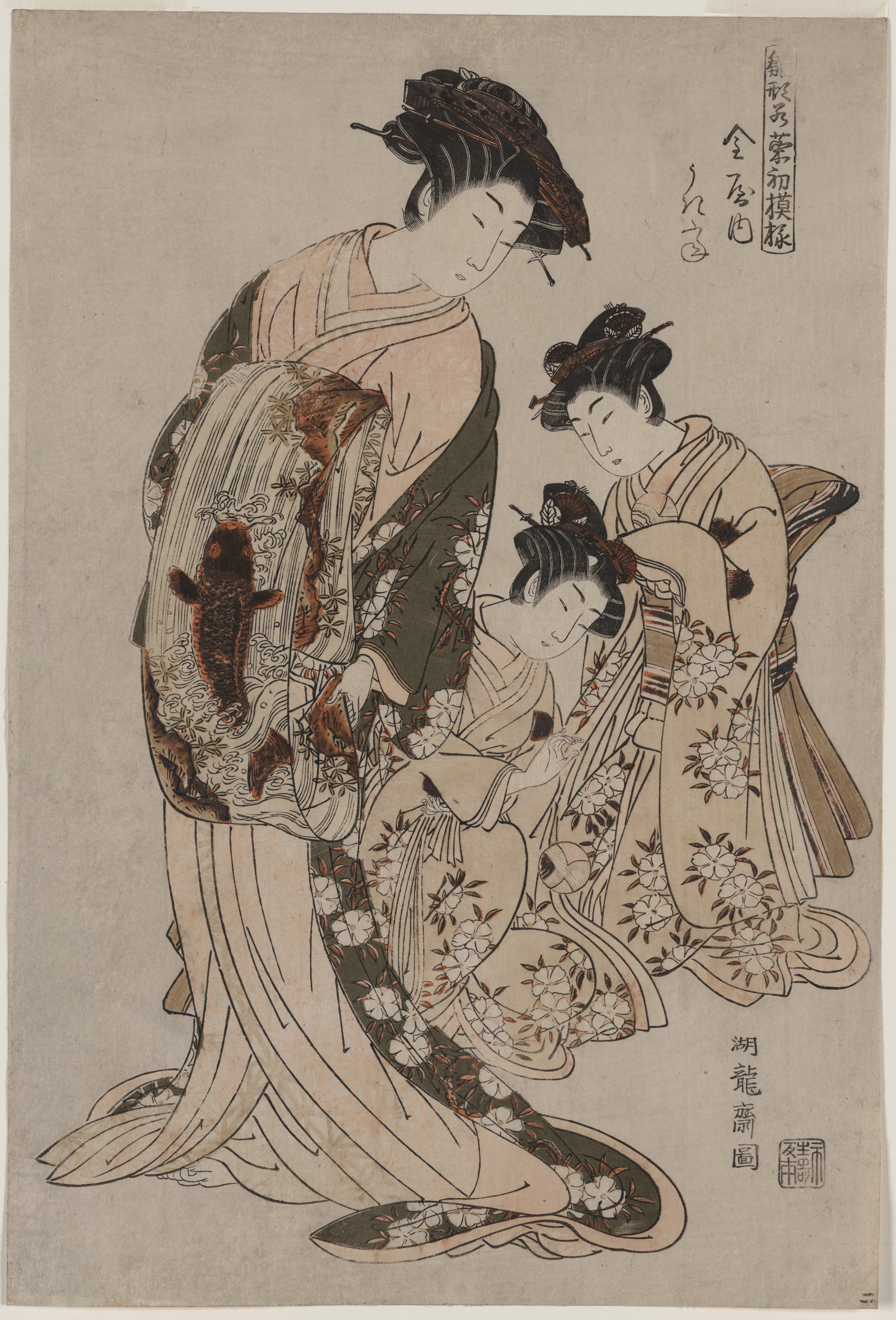
Koryusai : Hinagata wakana no hatsu moyo.
À l'époque de cette estampe, le style de Koryusai a déjà fortement divergé de celui de Harunobu, alors qu'il en était généralement très proche avant 1772.

Sukenobu réside à Kyoto, ce qui en fait un cas particulier dans le monde de l'ukiyo-e. Son style influence ses successeurs, y compris Harunobu, même si les visages représentés par Harunobu sont bien différents, plus graciles.
Nishikawa Sukenobu (1671 - 1751) (fondateur)
Nishikawa Suketada
Kawashima Nobukiyo
Nishikawa Terunobu
Takagi Sadatake

### École Harunobu

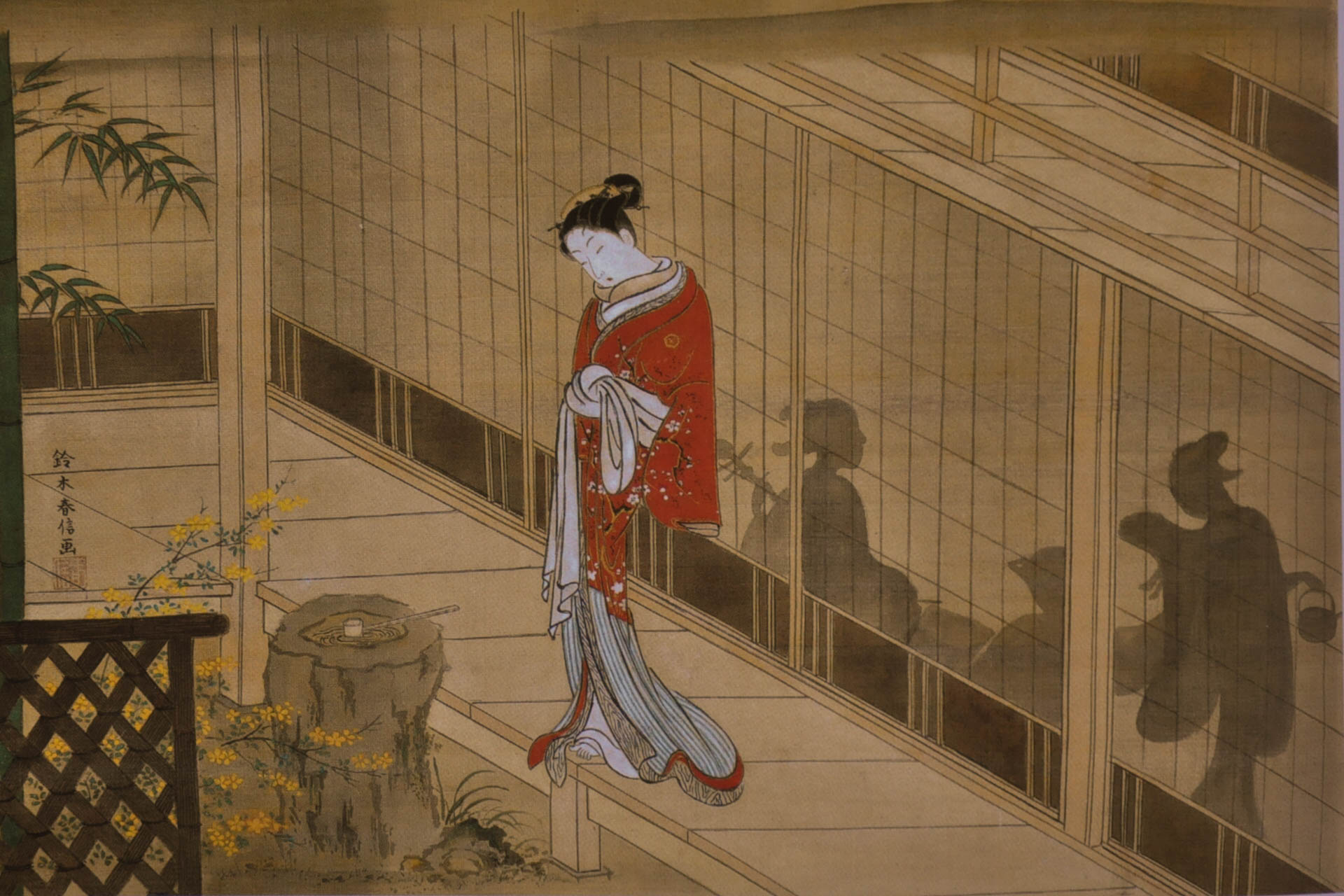
Courtisane sur une véranda, estampe nishiki-e de type kakemono de 34,6 cm sur 54 cm. Probablement entre 1760 et 1770.

École fondée par Suzuki Harunobu, connu, non seulement pour son œuvre, mais aussi pour l'apport technique essentiel que représente l'arrivée des nishiki-e, les « estampes de brocart ». Parmi ses imitateurs, on peut mentionner Suzuki Harushige, connu également sous le nom de Shiba Kokan. Mais Harunobu eut une influence marquée sur l’ukiyo-e, avec des artistes comme Ippitsusai Buncho, Isoda Koryusai ou même Katsukawa Shunshō. 
Suzuki Harunobu (fondateur)
Isoda Koryūsai
Shiba Kōkan (Suzuki Harushige)
Yasunobu
Komai Yoshinobu
Suzuki Haruji
Masunobu
Mitsunobu
Naka Kuninobu
Morino Sōgyoku
Ueno Shōha

### École Ippitsusai Bunchō
Il est traditionnellement associé à Shunshō dans ses recherches de portraitiste.
Tout comme celui-ci et comme Koryusai, ils s'inscrivent dans la lignée de Harunobu, malgré les différences stylistiques qui les séparent. 
Ippitsusai Bunchō (actif de 1756 à 1790) (fondateur)
Tsumuri no Hikaru
Tamagawa Shūchō

### École Katsukawa (aussi connue comme «école Shunshō»)

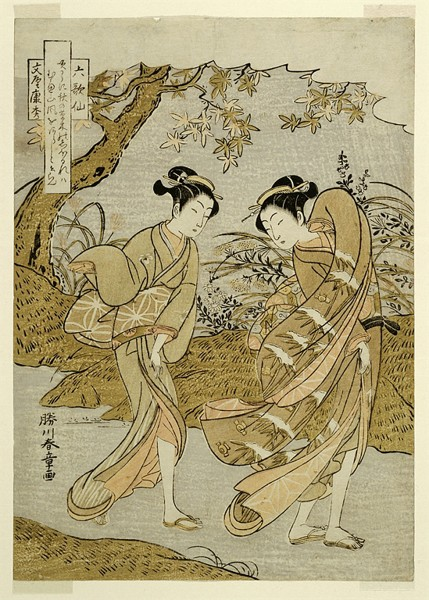
Bijin-ga par Shunshō. On remarque le style encore très proche de celui de Harunobu (vers 1771).

Shunshō étudie sous la direction de Miyagawa Shunsui, fils et élève de Miyagawa Chōshun, tous deux artistes ukiyo-e également réputés et talentueux. Ses premières œuvres datent de 1760.
Shunshō est particulièrement connu pour avoir introduit une nouvelle forme de yakusha-e, estampes décrivant les acteurs de kabuki. 
Cependant, et même si elles sont moins réputées, ses bijin-ga sont considérées par certains spécialistes comme « étant les meilleures de la deuxième moitié du XVIIIe siècle ».
Parmi ses élèves, on note quelques noms fameux de l’ukiyo-e, tels que Katsukawa Shunchō, Katsukawa Shun'ei, et Hokusai.
Katsukawa Shunshō (1726 - 1792) (fondateur)
Koikawa Harumachi I
Katsukawa Shunrō
Katsukawa Shun’ei
Katsukawa Shuntei
Katsukawa Shun’en
Katsukawa Shundō II
Katsukawa Shunrin
Katsukawa Shōju
Katsukawa Shundō
Katsukawa Shunzan
Katsukawa Shunjō
Katsukawa Shunsen (Katsukawa Shunkō II)

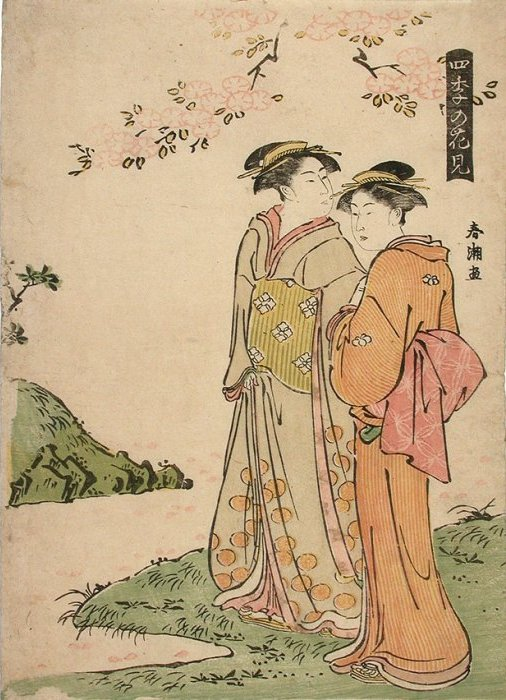
Katsukawa Shunchō : Contemplation des cerisiers en fleur.
La parenté du style de Shunchō avec celui de Kiyonaga montre à quel point les influences peuvent s'affranchir des écoles.

Shunchō est considéré comme le plus important disciple de Kiyonaga, bien qu'il n'ait pas été son élève. À la différence de celui-ci — artiste de tout premier plan que certains placent au point culminant de l’ukiyo-e — Shunchō n'est pas un innovateur ; cependant, certaines de ses œuvres égalent celles de Kiyonaga, en particulier par une harmonie des couleurs presque unique dans l’ukiyo-e.
Katsukawa Shunchō
Katsukawa Shunkō I
Katsukawa Shungyō
Tamagawa Shunsui
Kinchōdō Sekiga
Katsukawa Shunri
Katsukawa Shunwa

### École Kitao (aussi connue comme « école Shigemasa »)
Kitao Shigemasa (fondateur)
Kitao Shigemasa II

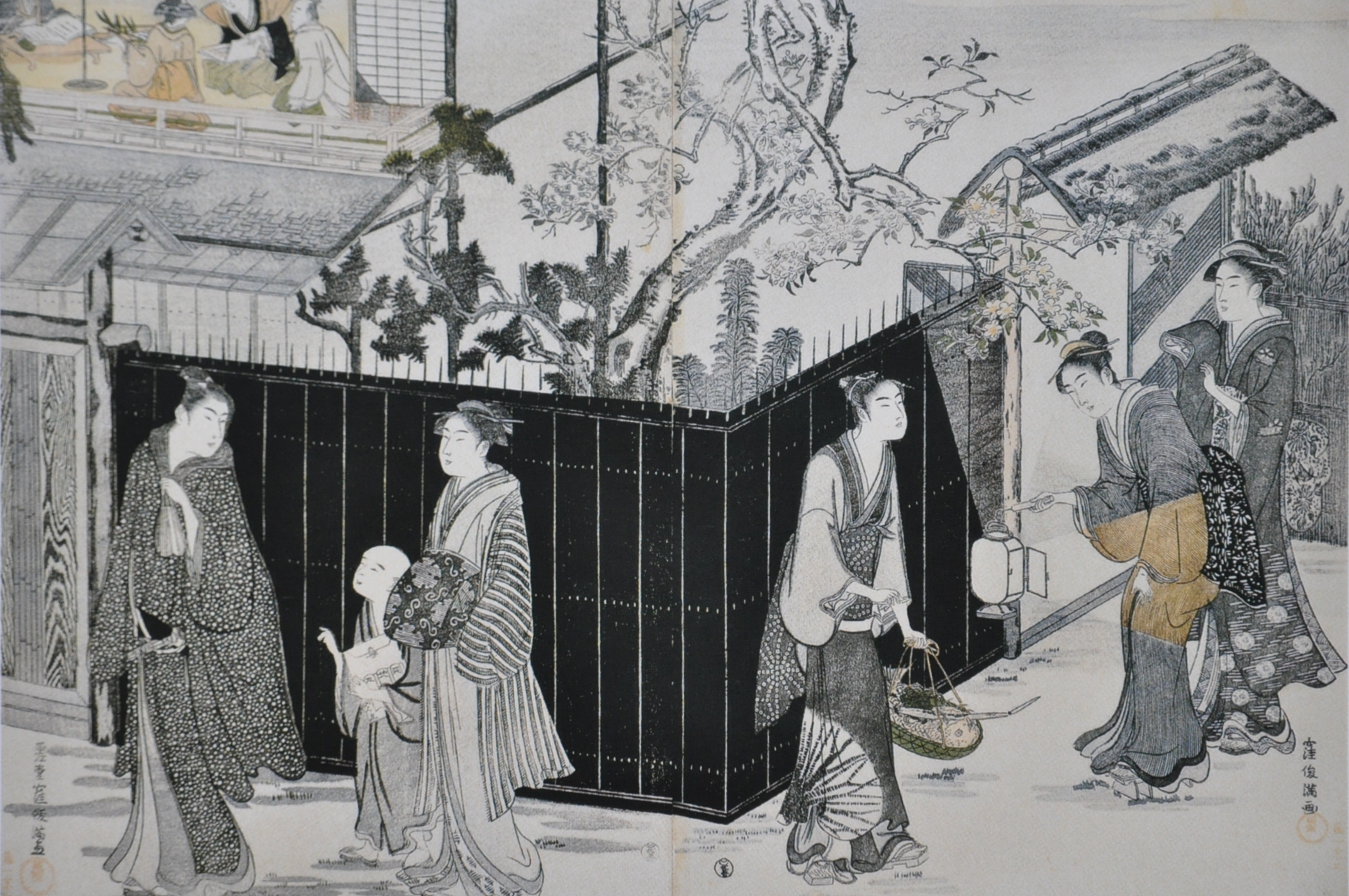
Départ nocturne pour un concours de poésie. Planches de droite d'un triptyque de Shunman, vers 1787.

Kubo Shunman est un très grand artiste, au talent raffiné. Son style, très proche de celui de Kiyonaga (même s'il travaille avec Shigemasa), est marqué par l'impact de la censure issue des réformes Kansei, qui limite le nombre de couleurs que l'on a alors le droit d'utiliser dans les estampes. Shunman utilise cette restriction pour créer des estampes qui donnent une certaine impression de monochromie par le recours à de subtils dégradés de gris, comme on le voit dans l'un de ses chefs-d'œuvre, le triptyque de 1787 environ, Départ nocturne pour un concours de poésie. 
Kubo Shunman (1757 - 1820)
Kitao Masanobu
Kitao Masayoshi

### École Koikawa
Koikawa Harumachi, né à Shizuoka en 1744, est le second fils d'un samurai. Il est un illustrateur et un auteur de kibyoshi, ces petits livres populaires à dos jaune. Son ouvrage le plus connu est sans doute Kinkin Sensei Eiga no Yume (Le Rêve du professeur Kinkin).
Koikawa Harumachi I (1744 - 27 août 1789) (fondateur)
Koikawa Harumachi II
Koikawa Harumasa
Koikawa Hakuga

### École Torii

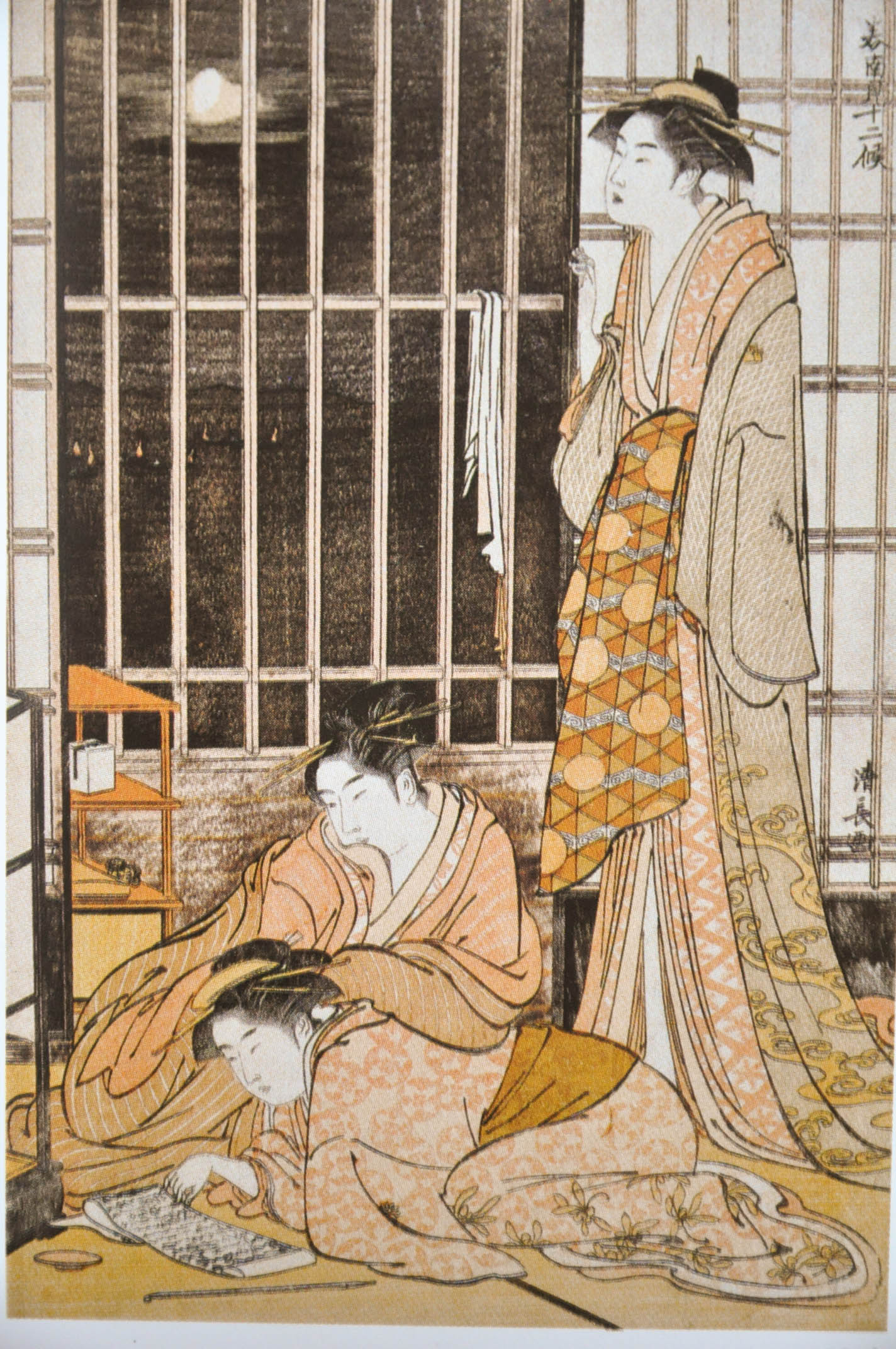
Kiyonaga : Le neuvième mois de la série Les Douze Mois dans le quartier sud. Estampe datée de 1784.

#### Kiyonobu
Torii Kiyonobu est renommé pour son œuvre sur les affiches de Kabuki.
Avec son père Torii Kiyomoto, lui-même, croit-on généralement, acteur de kabuki spécialisé dans les rôles féminins, il créa, dit-on, l'école Torii de peinture et d'estampe. 
Kiyonobu se consacra presque exclusivement à la production d'affiches et autres documents promotionnels demandés par les théâtres kabuki d'Edo. 
La relation entre les théâtres de kabuki et l'école Torii était forte et étroite. 
Torii Kiyomoto (fondateur)
Torii Kiyonobu (1664 - 22 août 1729) (cofondateur)
Torii Kiyonobu II (1702 - 1752)
Torii Kiyomasu I
Torii Kiyomasu II
Torii Kiyomitsu
Torii Kiyotsune
Torii Kiyohiro
Torii Kiyosato

#### Kiyonaga
Le cas de l'école Torii présente ceci de particulier qu'après l'élan donné par les fondateurs initiaux est venu beaucoup plus tard, au sein de cette même école, un autre artiste majeur, Kiyonaga, à l'origine d'innovations considérables tant stylistiques que techniques, et qui influence fortement l'évolution de l’ukiyo-e dans son ensemble. 
Sur le plan stylistique, il représente un type de femme bien différent des frêles jeunes filles peintes par Harunobu. Les modèles de Kiyonaga sont grandes, élancées et vigoureuses, plus femmes que jeunes filles. 
Sur le plan technique, Kiyonaga recours essentiellement au format oban, qu'il assemble très fréquemment en diptyque, comme on le voit dans la célèbre série Les Douze Mois dans le quartier sud.

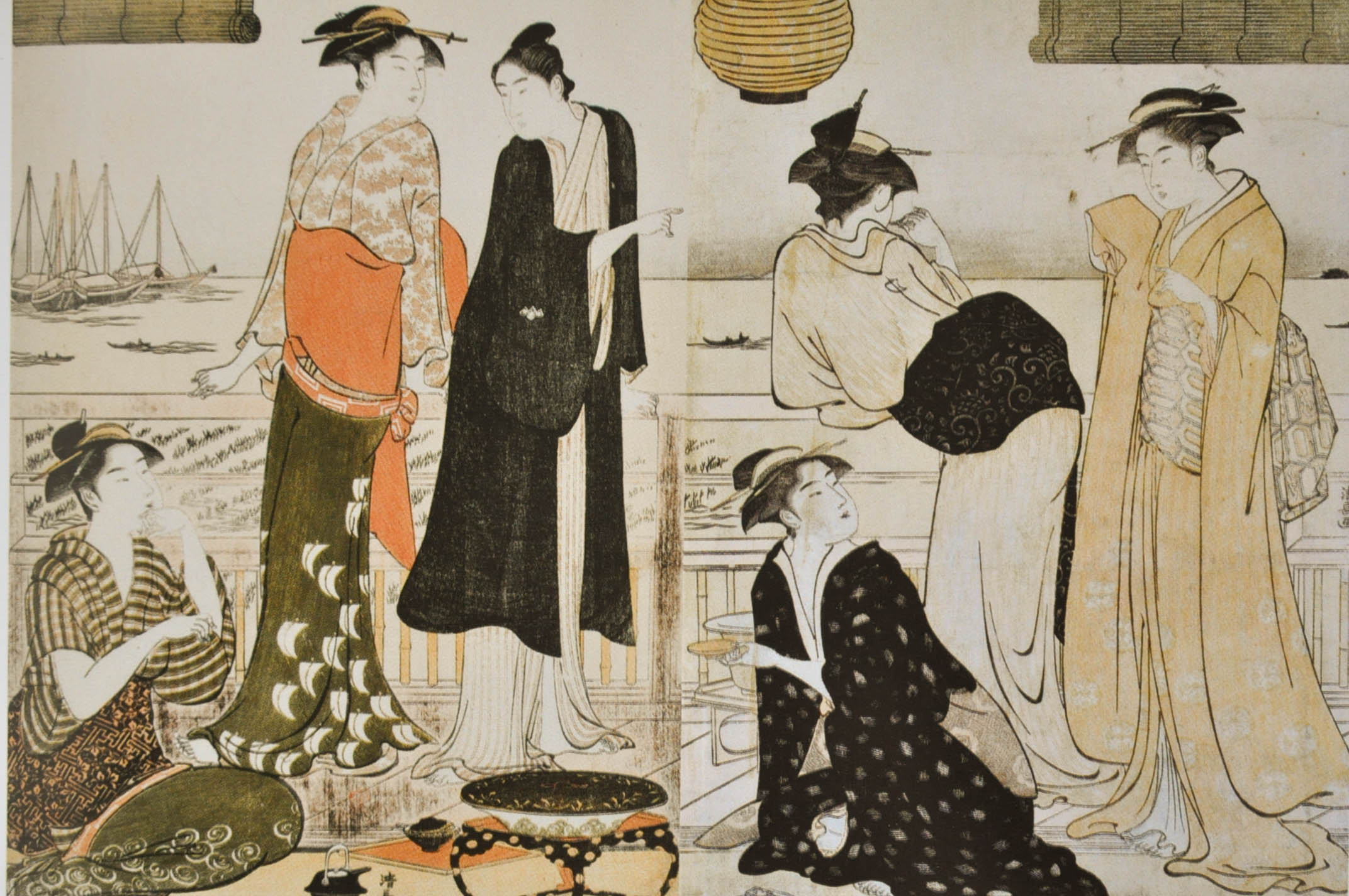
Sixième mois de la série Les Douze Mois dans le quartier sud.
Diptyque de format ōban (1784).

Torii Kiyonaga (1752 - 28 juin 1815)
Torii Kiyomasa I
Torii Kiyomine I
Hanegawa Chinchō
Kondō Kiyoharu
Torii Kiyotada
Katsukawa Terushige
Torii Kiyotomo
Torii Kiyoshige
Torii Kotondo

### École Kitagawa (aussi connue comme «école Utamaro»)

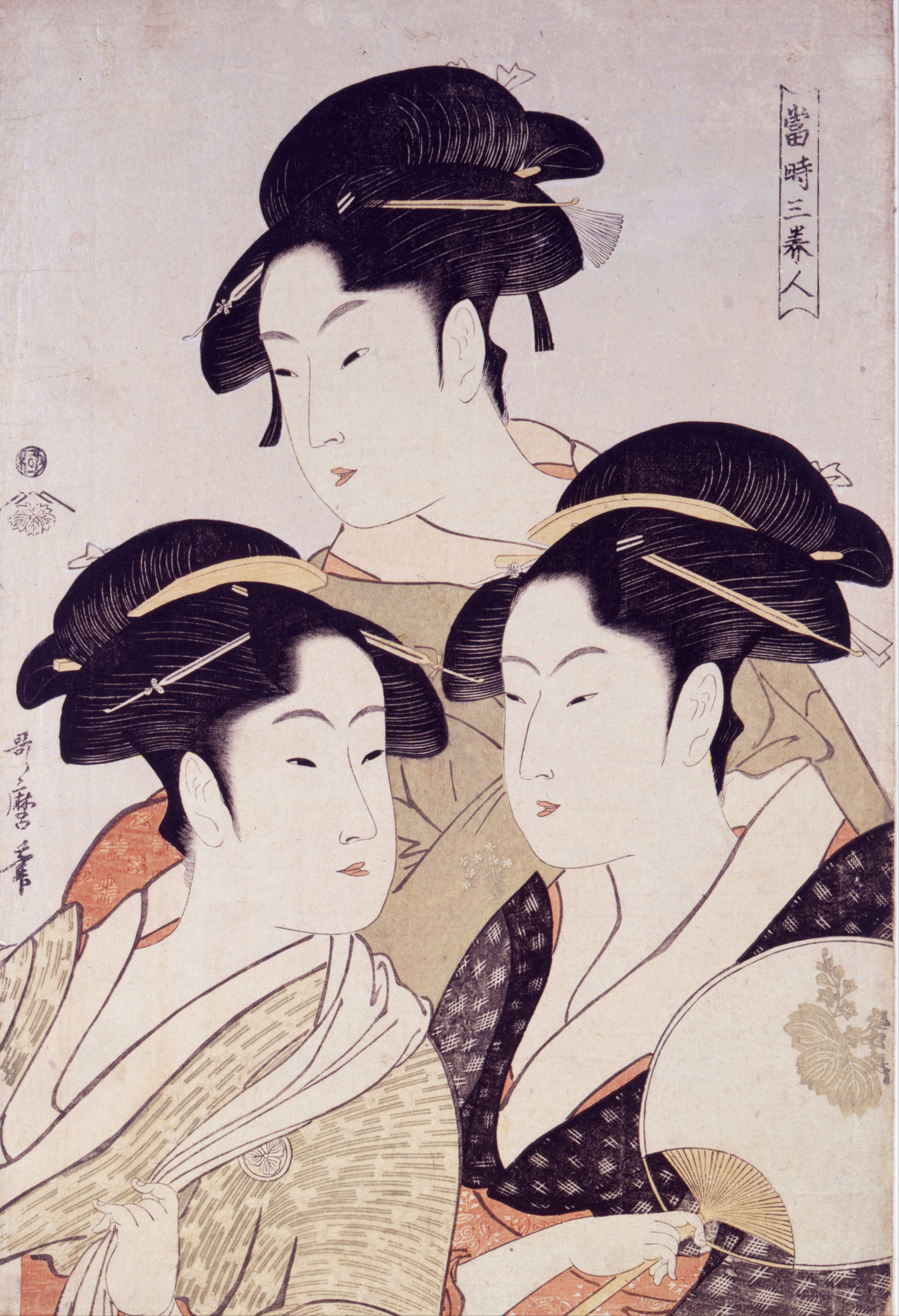
Trois beautés de notre temps (parodiant la « trinité bouddhiste ») : Okita (à droite), Ohisa (à gauche) et Toyohina (en haut)

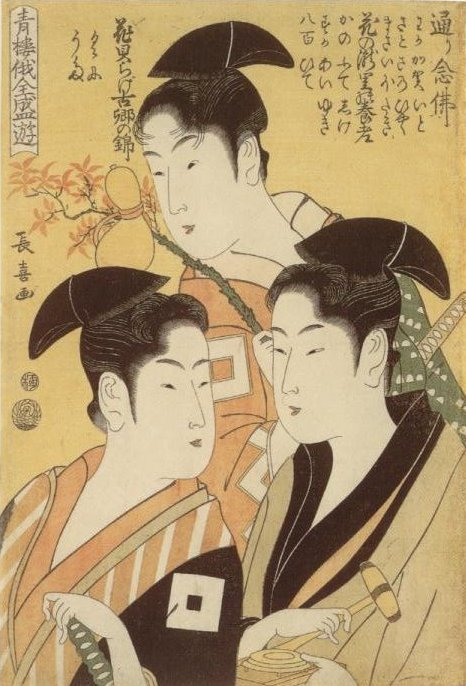
Estampe de Chōki, qui reprend le thème de la trinité bouddhiste chère à Utamaro.

Kitagawa, avec Kitagawa Utamaro. Malgré l'immense importance d'Utamaro dans l'histoire de l’ukiyo-e, il a peu d'élèves qui comptent, d'ailleurs très peu connus. Cependant, son style a une profonde influence sur de nombreux artistes, dont le plus connu est Eishi. Eisho et Eisui ont de leur côté un style proche d'Utamaro, notamment par les « grosses têtes », ces portraits de femmes en gros plan si fréquents chez Utamaro.
Kitagawa Utamaro (vers 1753 - 1806) (fondateur)
Kitagawa Utamaro II
Maki Bokusen
Kitagawa Chiyojo
Kitagawa Fujimaro
Kitagawa Tsukimaro
Chōchōdō Kagenori
Kitagawa Yukimaro
Kitagawa Shikimaro
Kitagawa Yoshimaro
Eishōsai Chōki
Kitagawa Hidemaro
Juka Sekijō
Soraku
Michimaro
Chikanobu
Bunrō
Isomaro
Hishikawa Ryūkoku
Rakumaro
Minemaro
Senman

### École Eishi (aussi connue comme école Hosoda)

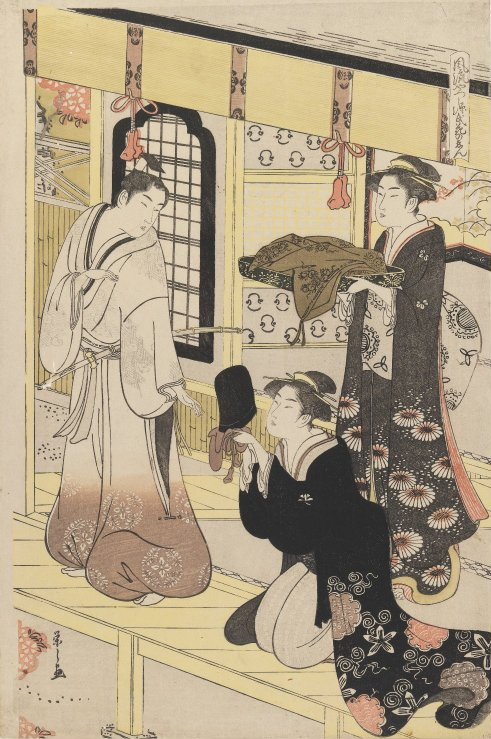
Eishi : Huit vues de Genji déguisé. On distingue l'influence d'Utamaro, voire de Kiyonaga.

Chōbunsai Eishi commence par étudier la peinture de l'aristocratique école Kanō, en compagnie du futur shogun Tokugawa Ieharu.
Il devient ensuite peintre officiel du ce même shogun, puis de son successeur Ienari, ce qui lui assura une situation financière confortable, pendant trois années environ. 
En qualité de peintre du shogun, il ne peut pas s'adonner à l’ukiyo-e, d'inspiration plus populaire. Aussi, vers l'âge de trente ans, abandonne-t-il sa charge pour se consacrer à l'art de l'estampe, dans un style assez proche d'Utamaro.
Il revient par la suite à la cour du shogun et se remet alors à la peinture plus académique de l'école Kanō.
- Chōbunsai Eishi (1756 - 1829) (fondateur)
- Ichirakute Eisui
- Chōkōsai Eishō
- Chōkyōsai Eiri
- Gessai Gabimaru
- Chōensai Eishin
- Rekisentei Eiri
- Harukawa Eizan

### École Harukawa Eizan
Harukawa Eizan (fondateur)
Harukawa Goshichi
Harukawa Eichō

### École Hokusai

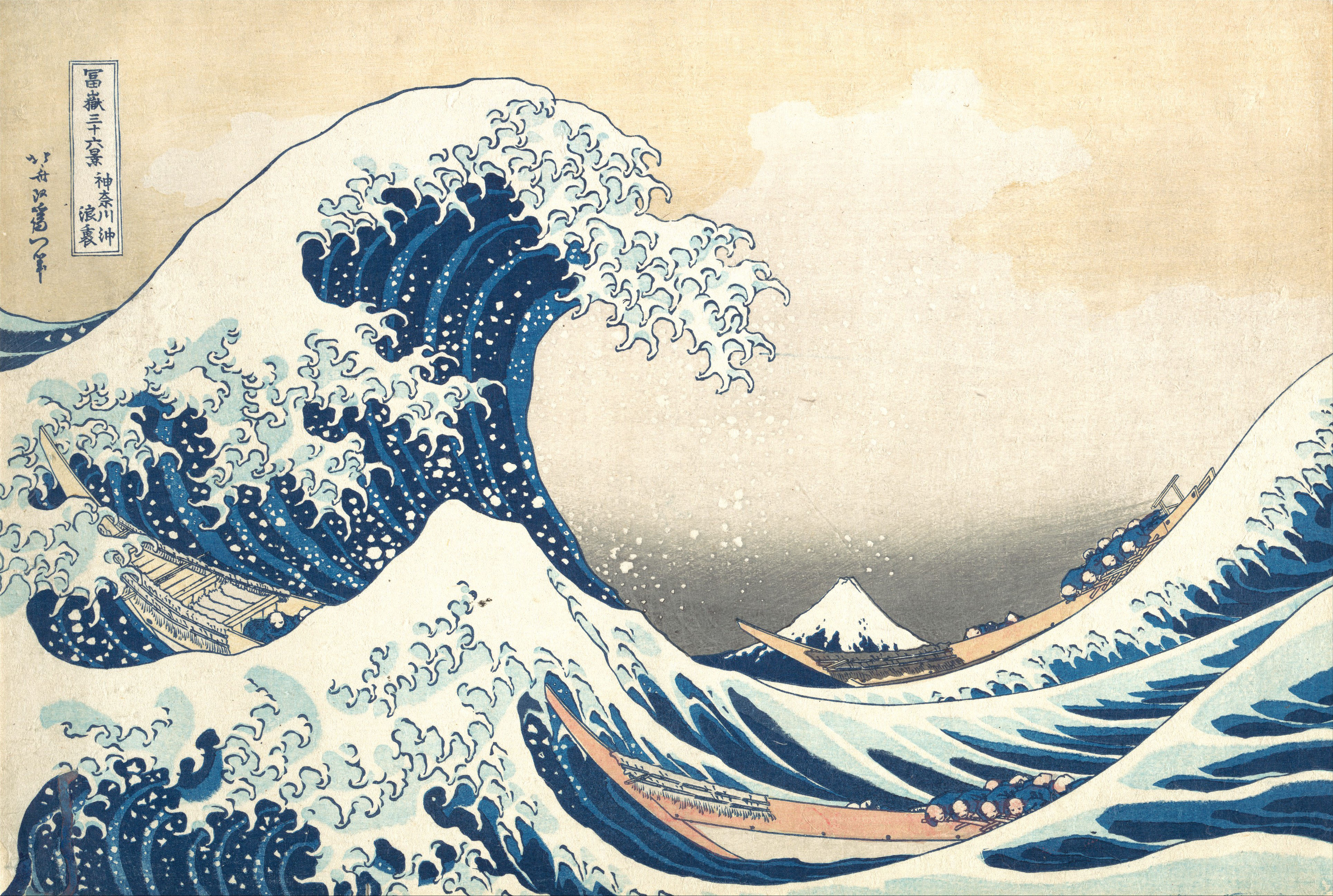
Hokusai, La Grande Vague de Kanagawa.

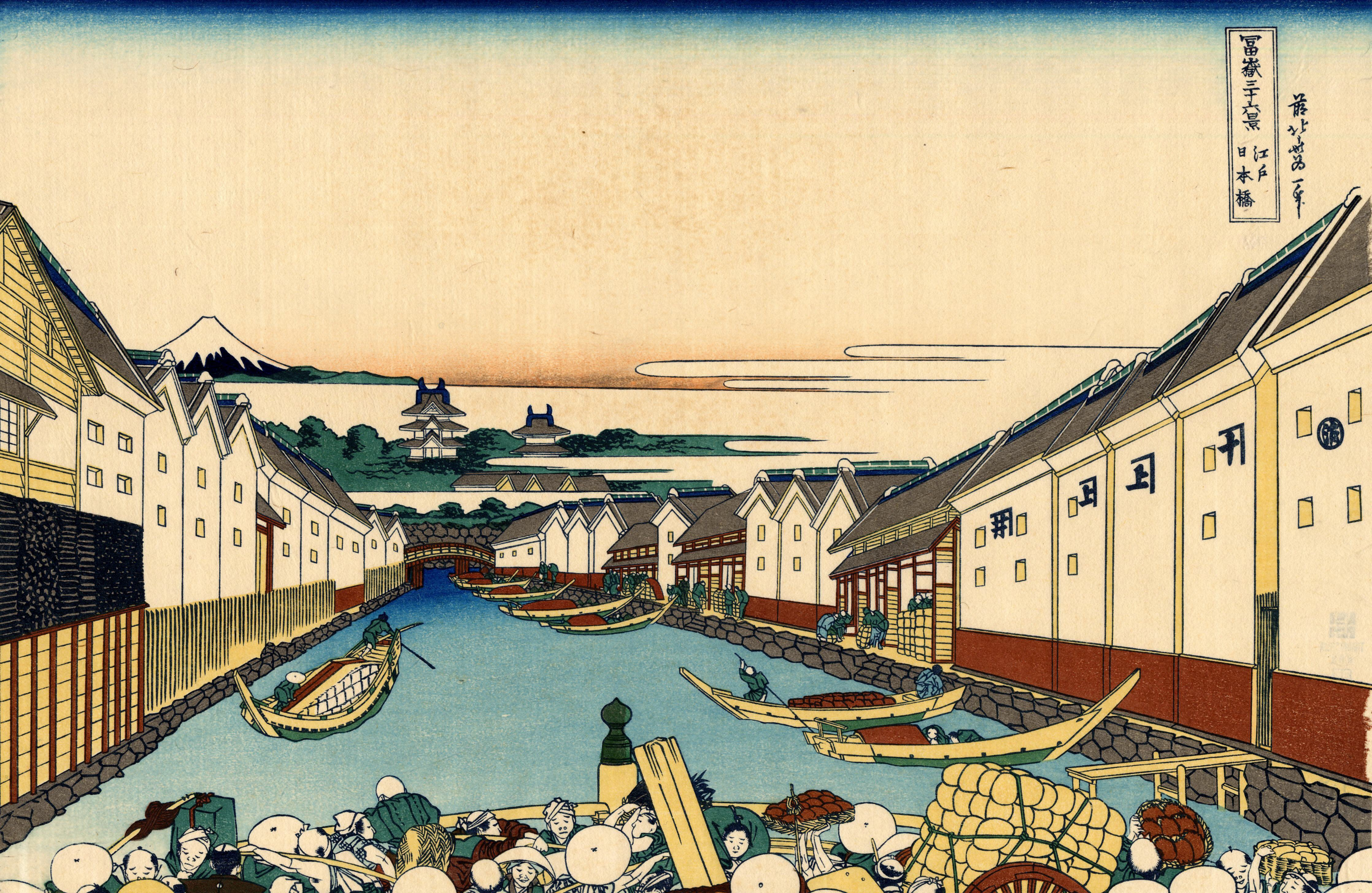
Hokusai : Le Pont de Nihonbashi, tiré de la série Trente-six vues du mont Fuji.
Cette estampe fait clairement apparaître l'importance du travail de Hokusai sur la perspective occidentale.

Katsushika Hokusai (Shunrō, Sōri, Taitō)
Katsushika ōi
Yanagawa Shigenobu
Yanagawa Nobusada (Yanagawa Yukinobu)
Hishikawa Sōri
Katsushika Hokumei
Teisai Hokuba
Maki Bokusen
Numata Gessai
Shōtei Hokuju
Totoya Hokkei
Ryūryūkyo Shinsai
Hōtei Gosei
Katsushika Hokūn
Katsushika Taito II
Katsushika Isai
Katsushika Hokui
Enkōan

### École Shigenobu
Yanagawa Shigenobu(fondateur)
Yanagawa Shigenobu II
Tōrōsai Shigemitsu

### École Utagawa

#### Utagawa Toyoharu

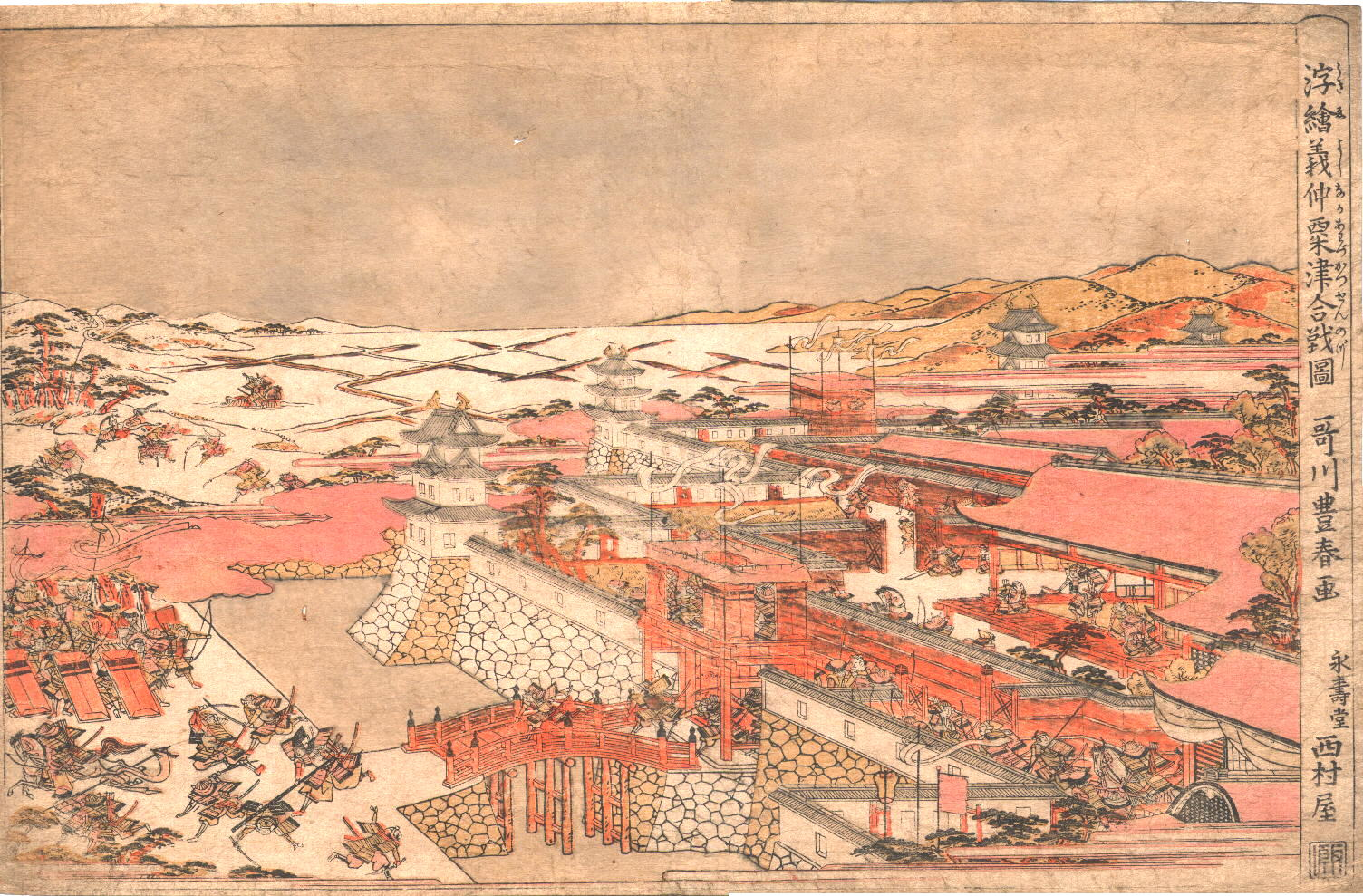
Utagawa Toyoharu : Vue générale de la bataille d'Awazu. Années 1760

Utagawa Toyoharu joue un rôle important dans l'évolution de l’ukiyo-e, par les études qu'il fait de la perspective occidentale dans ses uki-e (images en perspective), à partir de 1750, poursuivant ainsi l'œuvre entreprise par Masanobu et Shigenaga.
Aussi peut-on dire qu'il influence l'évolution de l’ukiyo-e, et en particulier l'œuvre de Hiroshige : celui-ci prend de fait en compte dans ses paysages l'importance de la perspective. Hiroshige fut d'ailleurs lui-même l'élève de Toyohiro, élève de l'école Utagawa. 
Utagawa Toyoharu (1735 - 1814) (fondateur)
Utagawa Toyohiro
Utagawa Hirochika II

#### Toyokuni

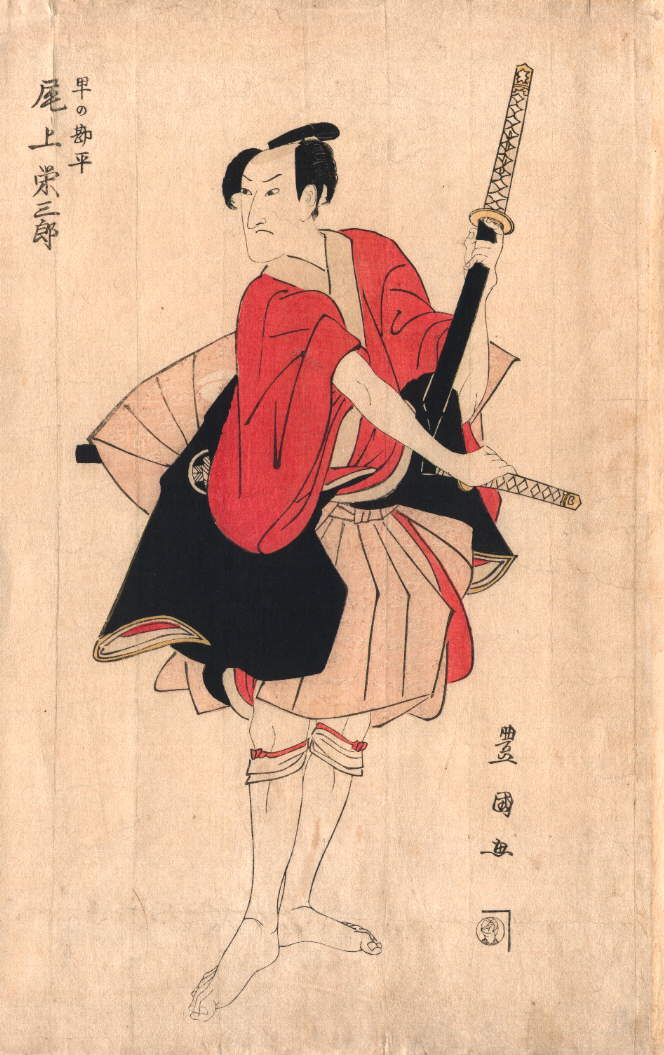
Toyokuni : Portrait d'Onoe Eisaburo I

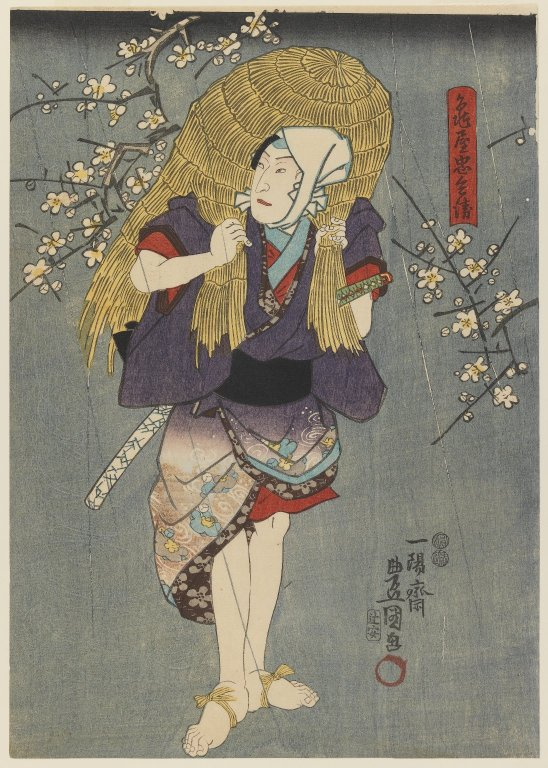
Kunisada : Portrait d'un acteur de kabuki. Le style rappelle d'autres estampes sur le même thème de Toyokuni lui-même.

Toyokuni
Utagawa Kunimasa
Utagawa Kunisada (Toyokuni III)
Utagawa Kunisada II
Utagawa Kunisada III
Utagawa Sadahide
Utagawa Sadakage
Utagawa Sadafusa
Utagawa Fusatane
Utagawa Sadahiro
Utagawa Kuniteru II
Utagawa Kunimasu (Sadamasu)
Utagawa Sadayoshi
Utagawa Kunihisa II
Utagawa Kunichika
Utagawa Kuniaki I
Utagawa Kuniaki II
Utagawa Kunimasa IV
Utagawa Kokunimasa
Utagawa Kunisato
Utagawa Kunitoshi
Utagawa Toyokuni II (Toyoshige)
Utagawa Kunitsuru
Utagawa Kunimatsu
Utagawa Kuniteru III
Utagawa Kunimaru
Utagawa Kuniyasu
Utagawa Kuninao

#### Kuniyoshi
Utagawa Kuniyoshi
Utagawa Yoshimune
Utagawa Yoshiume
Utagawa Yoshitsuya
Utagawa Yoshifuji
Utagawa Yoshiharu
Utagawa Yoshitoyo
Utagawa Yoshimori
Utagawa Yoshimasa
Utagawa Yoshitora
Kawanabe Kyōsai
Hayakawa Shōzan
Utagawa Yoshiiku
Kobayashi Ikuhide
Utagawa Yoshitama
Utagawa Yoshifusa

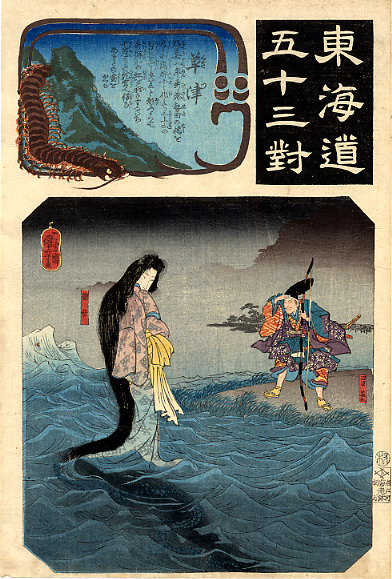
Kuniyoshi : La Princesse dragon, scène fantastique comme Kuniyoshi les affectionne.

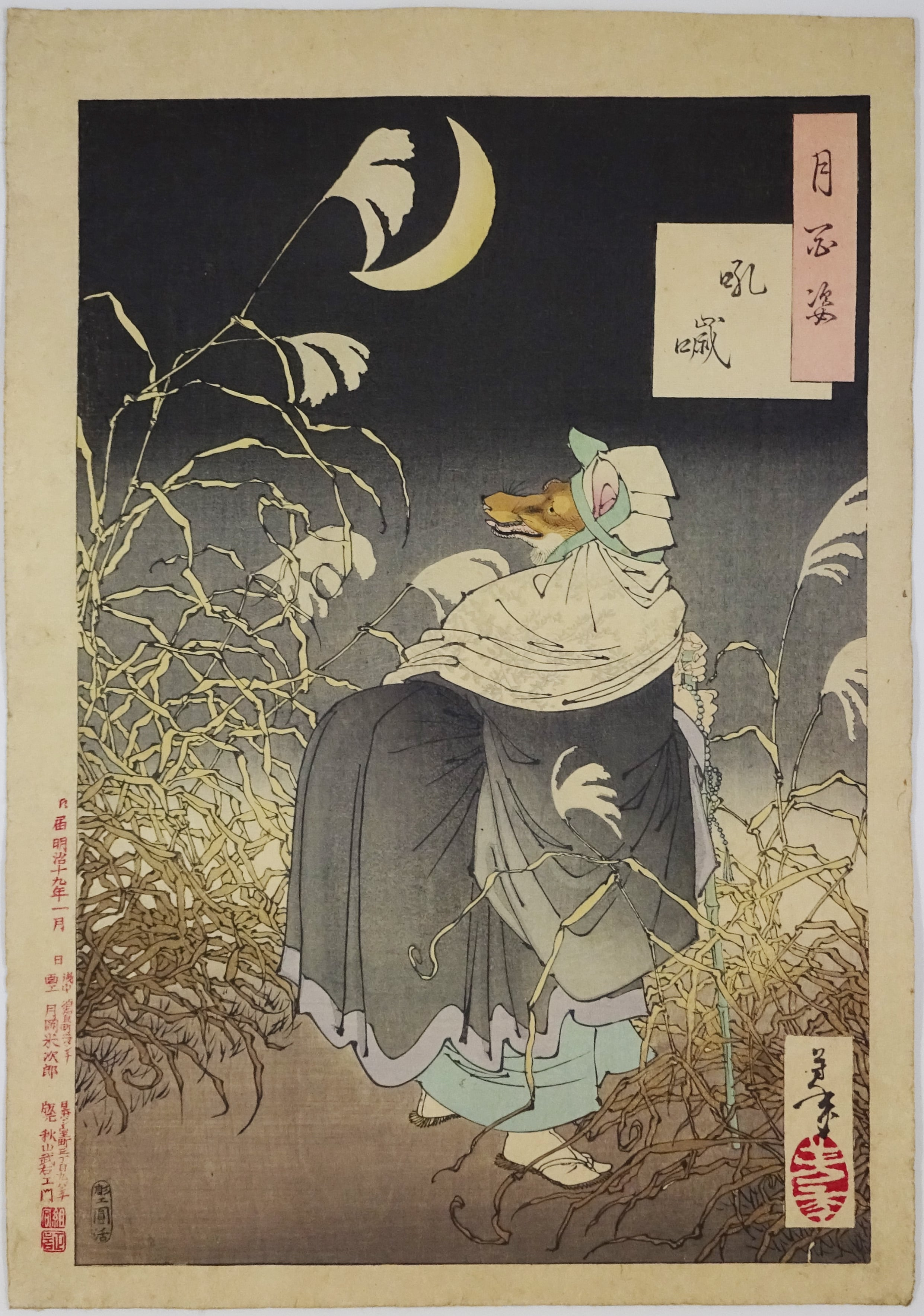
Yoshitoshi : Le Cri du renard, tiré de la série Cent aspects de la lune.

Yoshitoshi occupe une place un peu à part ; il est l'un des derniers grands maîtres de l’ukiyo-e traditionnelle, sinon le dernier, mettant en scène des thèmes fantastiques, comme son maître Kuniyoshi, mais avec plus de poésie. 
Utagawa Yoshitoshi (30 avril 1839 - 9 juin 1892)
Utagawa Yoshikata
Utagawa Yoshikatsu
Utagawa Yoshijo
Utagawa Yoshinobu
Utagawa Yoshitorijo
Utagawa Yoshitsuna
Utagawa Yoshitsuru
Utagawa Yoshikazu
Utagawa Yoshitomi
Utagawa Kunikiyo
Utagawa Kunihisa
Utagawa Kunitora
Utagawa Kuniteru
Utagawa Kunihiro
Ryūsai Shigeharu
Utagawa Kunikage
Utagawa Kuninaga

#### Hiroshige

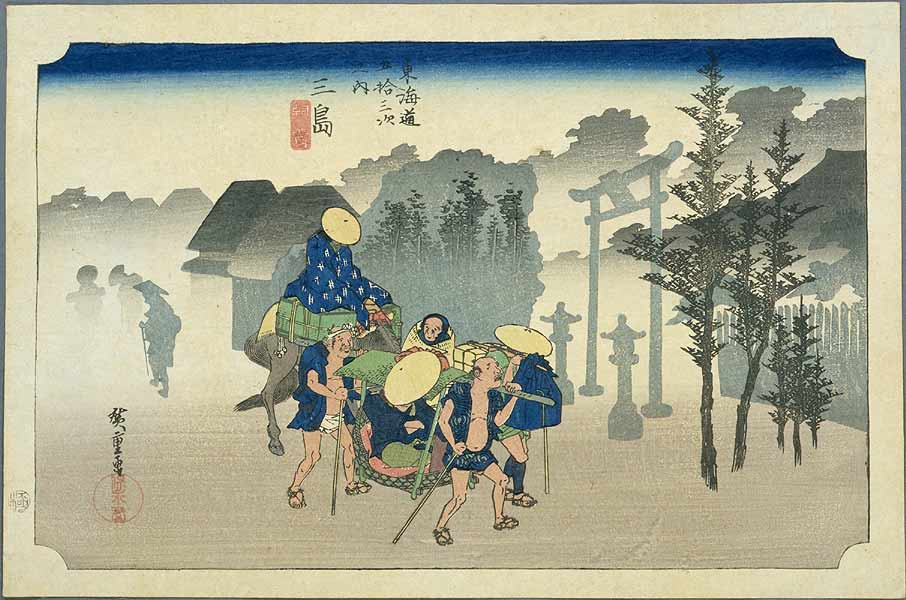
Hiroshige : Mishima, 11e station des Cinquante-trois Stations du Tōkaidō.

Utagawa Hiroshige (Andō Hiroshige)
Hiroshige II (Shigenobu)
Hiroshige III
Risshō II
Shōsai Ikkei
Utagawa Shigemaru
Utagawa Shigekiyo
Utagawa Hirokage

### École Keisai Eisen

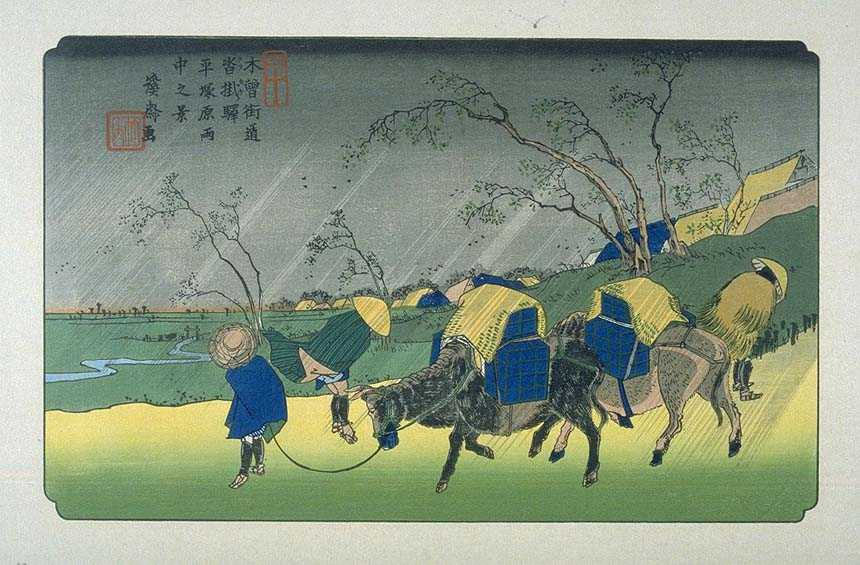
Keisai Eisen : Kutsukake-shuku, vingtième estampe des Soixante-neuf Stations du Kiso Kaidō, série réalisée conjointement par Hiroshige et Eisen.
La ressemblance du style d'Eisen avec celui de Hiroshige est d'ailleurs particulièrement nette sur cette estampe.

Keisai Eisen (1790 - 1848) (fondateur)
Isono Bunsai
Yamatoya Sada
Teisai Senchō
Senshōtei Toyotsuru

### École Toyohara
Toyohara Kunichika (fondateur)
Toyohara Chikanobu
Watanabe Nobukazu
Toyohara Chikaharu
Morikawa Chikashige
Toyohara Chikayoshi
Toyohara Chikasato

### Artistes non liés à une école particulière

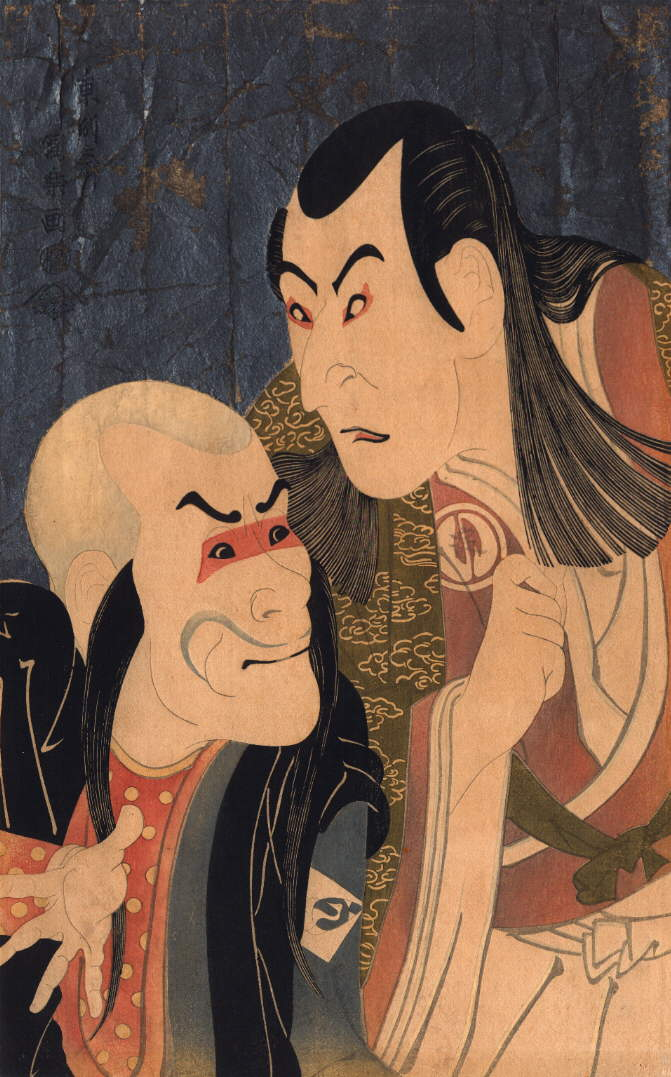
Sharaku : Les acteurs de kabuki Bando Zenji (à gauche) et Sawamura Yodogoro II, dans la pièce Yoshitsune Senbon-Zakura (Yoshitsune, des Mille Cerisiers) ; 1794, cinquième mois. On remarque l'emploi d'un fond micacé noir.

Le maître de Kanbun. Ce « maître de l'ère Kanbun » semble avoir eu une influence importante sur Moronobu.
Sharaku, est très généralement considéré comme l'un des grands maîtres de l'estampe japonaise. Son œuvre représente de façon particulièrement vivante et audacieuse les acteurs de kabuki les plus célèbres de son temps. 
On sait cependant fort peu de choses de lui, en dehors de ses estampes ukiyo-e; on ne sait même pas avec certitude quel était son nom véritable, ni la date exacte de sa mort. Sa carrière est mystérieuse, car Sharaku n'a été actif qu'à peine un an, surgissant parmi les artistes de l’ukiyo-e déjà en pleine possession de son art.
Sharaku (actif de 1794 à 1795)
Sawa Sekkyō
Setsuri
Toriyama Sekien
Ogata Gekkō
Kobayashi Kiyochika
Kikukawa Eizan

### École Kondō
Kondō Kiyoharu (actif de 1704 à 1720) (fondateur)
Kondō Kiyonobu
Kondō Katsunobu

## Écoles d'Osaka
La production de l'école d'Osaka est peu abondante et mal connue, comparativement à celle d'Edo. Elle ne se développe guère d'ailleurs qu'entre la fin du XVIIIe siècle et les années 1860, en se consacrant principalement à des portraits d'acteurs. Le nombre d'éditeurs était d'autre part limité, un seul, tout d'abord, puis finalement quatre.
Parmi les artistes de cette école bénéficiant d'une certaine notoriété, on compte notamment Gigadō Ashiyuki. L'apogée de l'école d'Osaka se situe dans les décennies 1820 et 1830, grâce à la collaboration du maître graveur Kasuke, qui permet d'atteindre le raffinement de qualité des éditions privées.

### École Asayama
Asayama Ashikuni (fondateur)
Ashisato
Ashifune
Ashihiro
Ashikiyo
Asayama Ashitaka
Asayama Ashitomo
Gigadō Ashiyuki (Nagakuni)
Jukōdō Yoshilkuni

### École Hasegawa
Hasegawa Sadanobu I (fondateur)
Hasegawa Sadanobu II
Hasegawa Settan
Hasegawa Settei

### École Ōoka
Ōoka Shunboku (fondateur)
Takehara Shunchōsai

### École Osaka

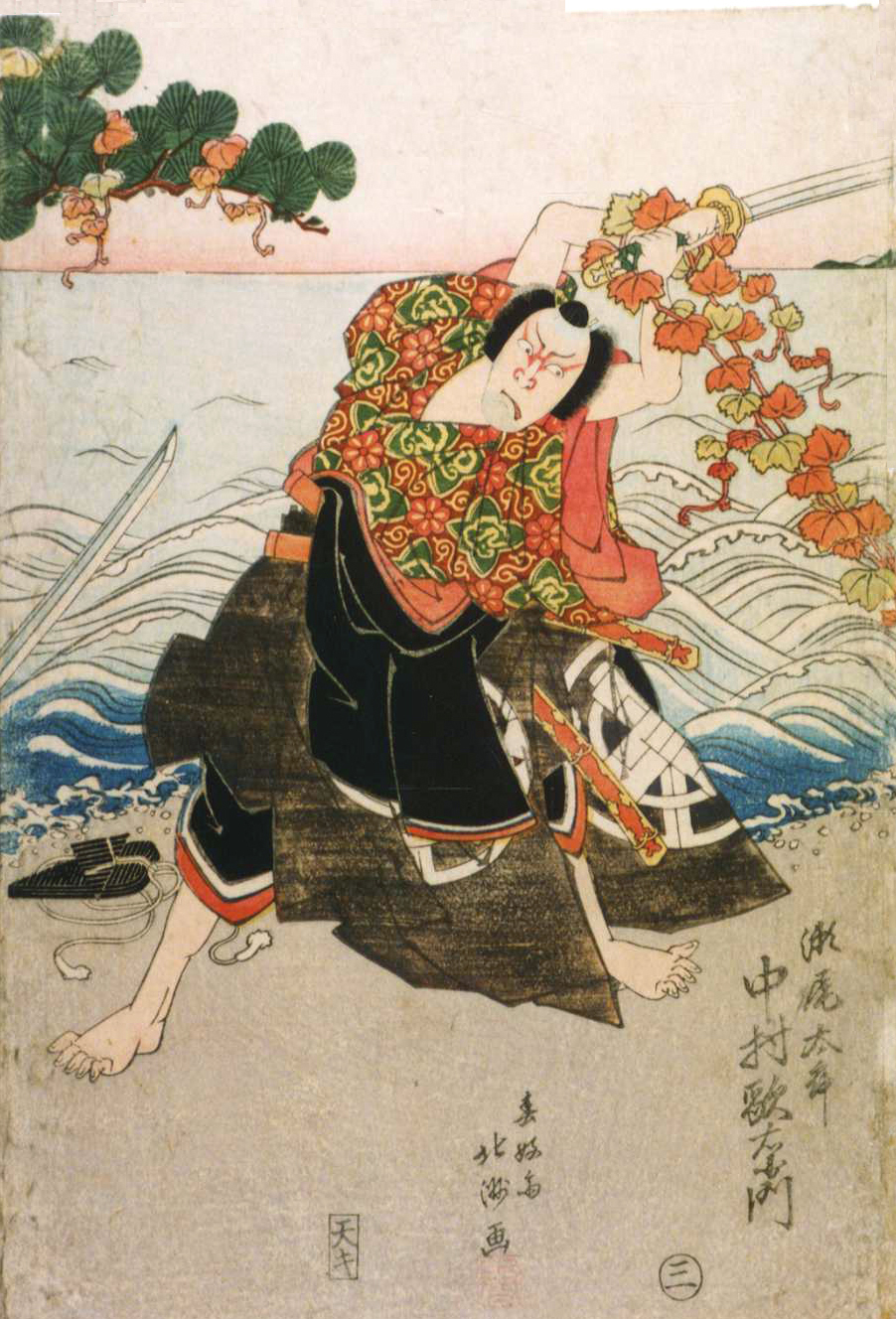
Portrait d'Utaemon Nakamura III dans le rôle de Seno-o no Tarō, par Shunkōsai Hokushū

Ryūkōsai Jokei (fondateur)
Shōkōsai Hanbei
Shunkōsai Hokushū (Shunkō IV)
Ashikuni
Gigadō Ashiyuki (Nagakuni)
Enjaku
Yoshida Hanbei
Hikokuni
Hironobu
Konishi Hirosada
Hirosada II
Shunbaisai Hokuei (Shunkō III)
Hokumyō
Kagematsu
Kikyo
Kiyosada
Kunihiro
Kunikazu
Utagawa Kunimasu (Sadamasu)
Kunishige
Mitsukuni
Munehiro
Nagahide
Nobukatsu
Yanagawa Nobusada
Sadahiro I
Sadahiro II
Sadanobu I
Sadanobu II
Sadayoshi
Shigefusa
Shigeharu
Shigenobu
Shunkyō
Shunshi
Shunshō
Shûshō
Tokusai
Toyohide
Utakuni
Yoshifune
Yoshikuni I
Yoshikuni II
Utagawa Yoshitaki
Utagawa Yoshiume
Yoshiyuki

### École Ryūkōsai
Ryūkōsai Jokei (fondateur)
Shōkōsai Hanbei
Urakusai Nagahide

### École Shunkōsai Fukushū
Shunkōsai Fukushū (fondateur)
Shunshosai Hokuchō
Gatōken Shunshi
Shunbaisai Hokuei (Shunkō III)
Seiyōsai Shunshi